# Museum Oud-Oosterhout
Museum Oud-Oosterhout is een openluchtmuseum in de plaats Oosterhout in de Nederlandse provincie Noord-Brabant.
Het museum is begin jaren negentig gecreëerd en opgericht door de lokale architect Frans van der Leeuw, die ook het binnenhofje bouwde in het centrum van Oosterhout.
Het museum kent een:
- miniatuurmuseum, waar 270 miniaturen van Oosthoutse woonhuizen, boerderijen, fabrieken en andere gebouwen uit rond 1900 te zien zijn,
- binnenmuseum met enkele compleet ingerichte kamers, waaronder een woonkamer, een authentieke drukkerij, een burgemeesterskamer en zelfs een compleet schooltje,
- Vlaamse schuur met demonstraties van oude ambachten.

Er zijn diverse kinderactiviteiten en Oudhollandse spelen. Ook is er een expositieruimte.

## Afbeeldingen

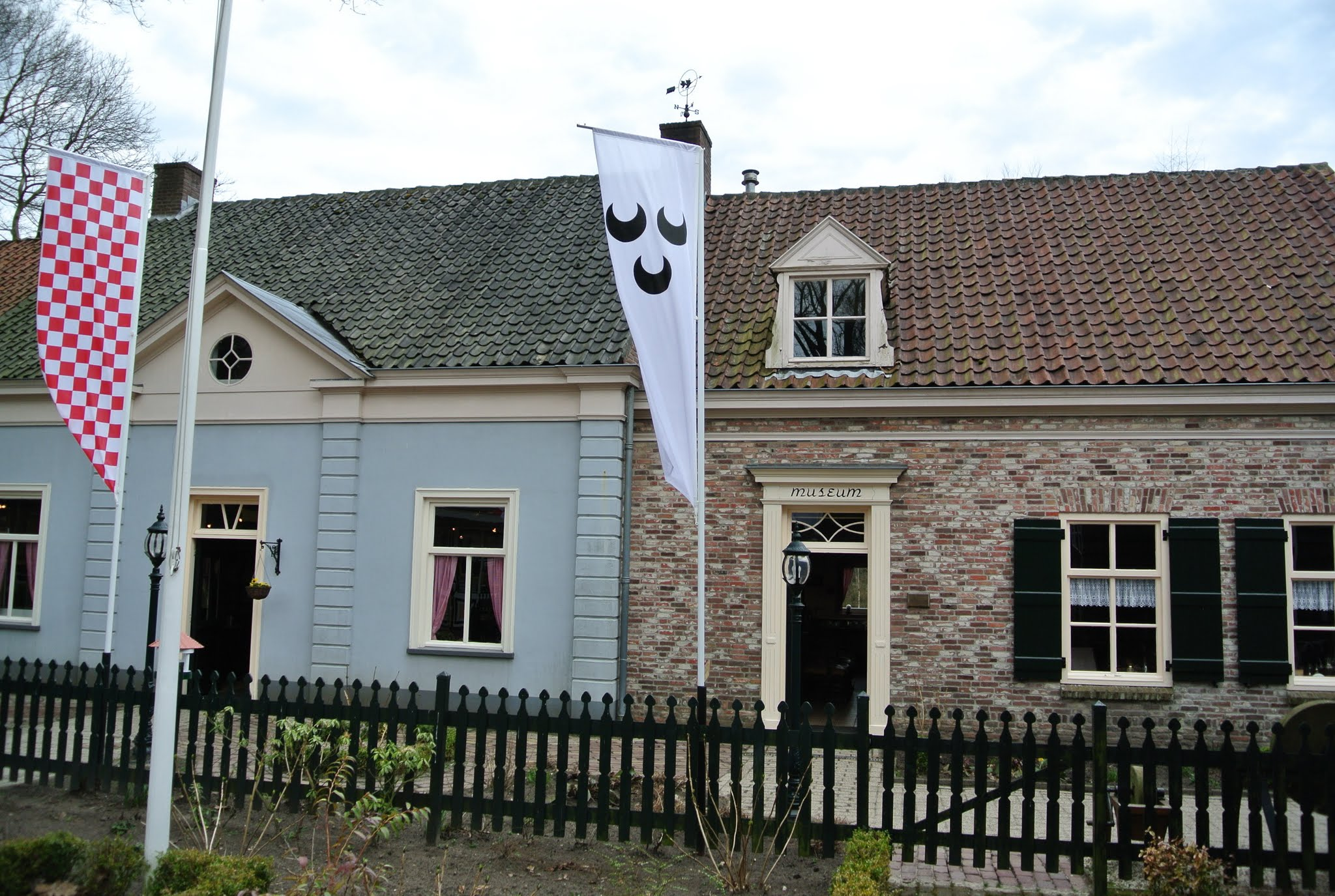
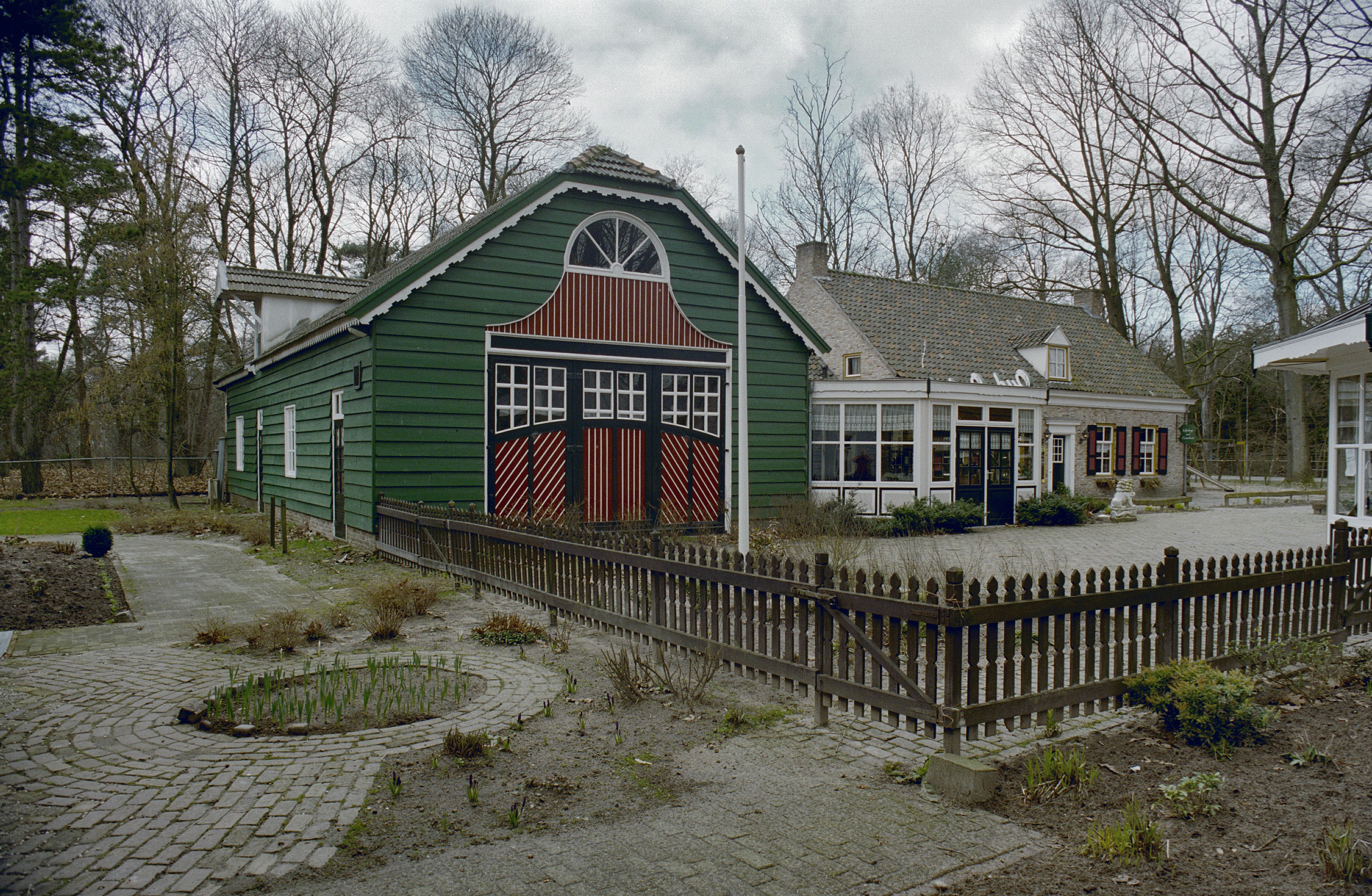